# Decano del collegio cardinalizio

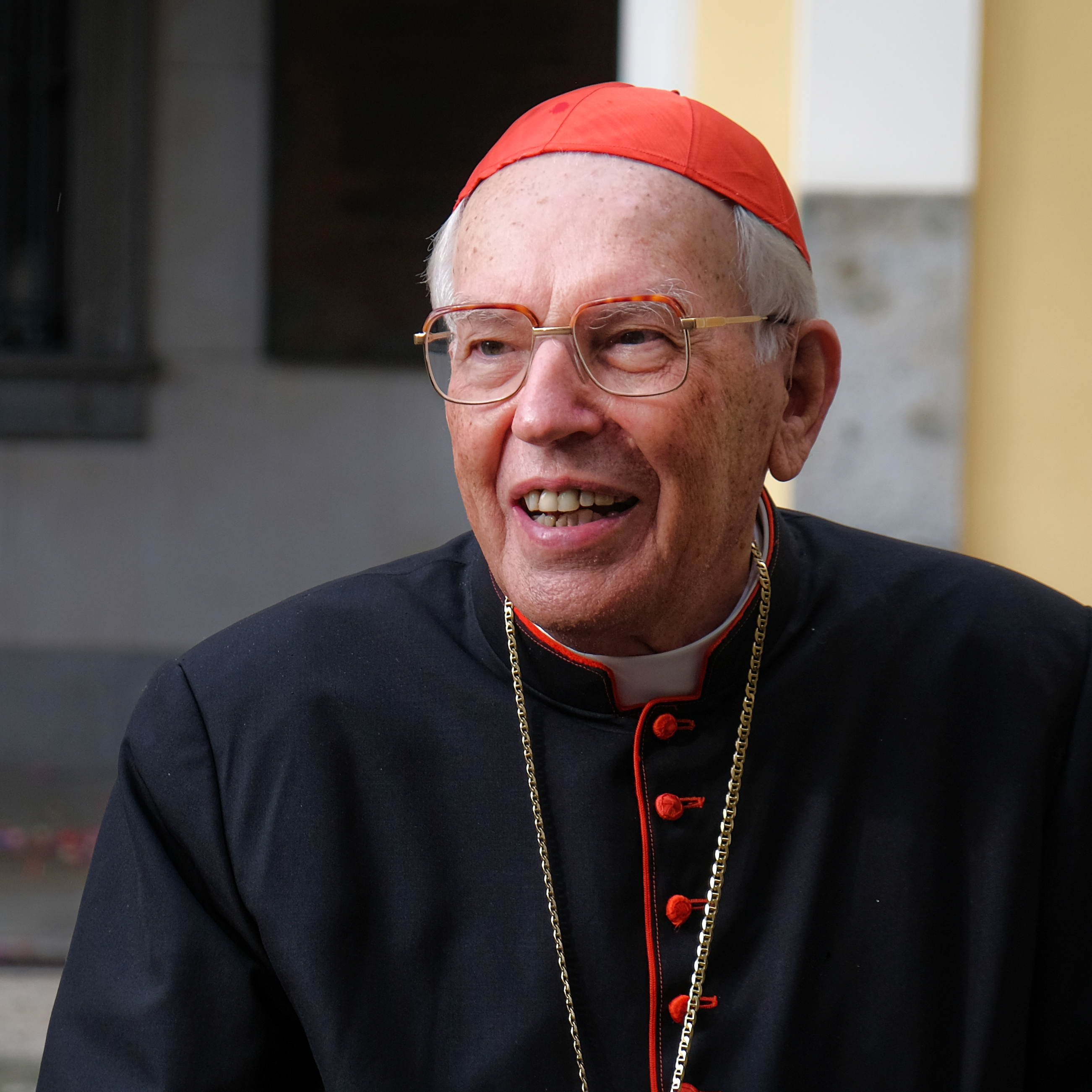
Il cardinale Giovanni Battista Re, attuale decano del collegio cardinalizio

Il decano del collegio cardinalizio è, nella Chiesa cattolica, il cardinale che presiede il Collegio cardinalizio. Dal 18 gennaio 2020 è il cardinale Giovanni Battista Re.

## Storia
Nel 1150 papa Eugenio III stabilì che il vescovo della sede suburbicaria di Ostia dovesse essere il decano del collegio cardinalizio. Nella stessa data, la diocesi di Velletri fu unita a quella di Ostia. Questa "regola" subì, tuttavia, dopo tale data, numerose e singole eccezioni.
Il decano per secoli è stato il cardinale vescovo che da più tempo era stato promosso a una diocesi suburbicaria (cardinale protovescovo). Così stabilì anche il Codice di diritto canonico del 1917.
Nel 1965 papa Paolo VI, tramite il motu proprio Sacro Cardinalium Consilio, stabilì che il decano fosse eletto dai cardinali appartenenti all'Ordine dei Vescovi; l'elezione deve poi essere confermata dal papa.
Mentre il decano (o, in sua assenza o inabilità, il sottodecano) presiede il collegio cardinalizio, egli non ha potere di governo sugli altri cardinali, ma ha la funzione di primus inter pares nel collegio.
Non c'è vincolo di ritiro per età. Fino al 21 dicembre 2019 il mandato era a tempo indeterminato; in quella data, infatti, papa Francesco, con lettera apostolica in forma di motu proprio, ha disposto che la carica del decano sia quinquennale ed eventualmente rinnovabile, e che al cardinale uscente spetti il titolo di decano emerito del collegio cardinalizio.

## Compiti
È responsabilità del decano convocare il conclave per eleggere un nuovo papa quando il precedente muore o rinuncia al proprio ufficio. Il decano presiede il conclave, a meno che abbia compiuto ottant'anni prima dell'inizio della Sede vacante. In ogni caso ha la responsabilità di comunicare la «notizia della morte del Papa al Corpo diplomatico accreditato nella Santa Sede e ai Capi delle rispettive Nazioni», come stabilito nella costituzione apostolica Universi Dominici Gregis.
Secondo il canone 355 dell'attuale codice di diritto canonico, se il neoeletto sommo pontefice non è già un vescovo, è nel diritto del decano ordinarlo tale. Se il decano non può, allora il diritto cade sul sottodecano, e dopo sul cardinale che da più tempo appartiene all'ordine dei vescovi.
Conformemente alla sezione 4 del canone 350, il cardinale decano ha «il titolo della sede suburbicaria di Ostia, insieme a quello di qualsiasi altra chiesa di cui ha già il titolo»: mantiene, quindi, il titolo della sua sede suburbicaria anche se è cardinale del titolo di Ostia.
Questa è stata la situazione fin dal 1914, per decreto di papa Pio X. In passato, invece, i decani, a partire dal 1150, cedevano la loro precedente diocesi per i titoli congiunti di Ostia e Velletri.

## Decani del collegio cardinalizio
Ogni nome è seguito dagli anni di nascita e morte; poi seguono l'anno di creazione come cardinale e quello in cui divenne decano.
Dei quattro più recenti decani, due hanno scelto di ritirarsi allo scadere dell'ottantesimo anno di età, cioè alla perdita del diritto di voto in conclave; uno (Joseph Ratzinger) fu eletto papa nel 2005, il primo dopo Paolo IV, divenuto papa nel 1555; e uno si è ritirato contemporaneamente all'entrata in vigore della durata quinquennale della carica.

### Fino allo Scisma d'Occidente
...
- Crescenzio di Sabina [5] (? - 1126) (1100, dopo il 1102)
- Pietro Senex (? - 1134) (1102, 1126) [6]
- Guglielmo di Palestrina (? - 1139) (1122, 1129)
- Corrado della Suburra (1073-1154) (1127, 1139) (papa Anastasio IV)
- Imaro di Frascati (? - 1162) (1142, 1153 deposto nel 1159[7])
- Gregorio della Suburra (? - 1163) (1140, 1159)
- Ubaldo Allucignoli (1097 - 1185) (1141, 1163), divenuto papa con il nome di Lucio III nel 1181
- Corrado di Wittelsbach (1120/25-1200) (1163, 1181)
- Ottaviano Poli dei conti di Segni (? - 1206) (1182, 1200)
- Pietro Gallozia (? - 1211) (1188, 1206)
- Nicola de Romanis (? - 1219) (1204, 1211)
- Ugo dei conti di Segni (1170 circa - 1241) (1198, 1219), divenuto papa con il nome di Gregorio IX nel 1227
- Pelagio Galvani (1165 - 1230) (1205, 1227)
- Jean Halgrin d'Abbeville, O.S.B. (1180-1237) (1227, 1230)
- Jacques de Vitry (1160/70-1240) (1228, 1237)
- Rinaldo di Jenne (1199 - 1261) (1227, 1240), divenuto papa con il nome di Alessandro IV nel 1254
- Odo di Chateauroux (1190-1273) (1244, 1254)
- Giovanni da Toledo (? - 1275) (1244, 1273)
- Vicedomino Vicedomini, O.F.M. (1210/15-1276) (1273, 1275)
- Bertrand de Saint-Martin (? - 1277) (1273, 1276)
- Ordoño Álvarez (1198-1285) (1278, 1278)
- Bentivegna de' Bentivegni, O.F.M. (1230-1289) (1278, 1285)
- Latino Malabranca Orsini (? - 1294) (1278, 1289)
- Ugo Aycelin de Billom (1230 circa - 1297) (1288, 1294)
- Gerardo Bianchi (1220/25-1302) (1278, 1297)
- Giovanni Boccamazza (XII secolo - 1309), (1285, 1302)
- Leonardo Patrasso (1230 - 1311) (1300, 1309)
- Giovanni da Morrovalle, O.F.M. (1250 - 1312) (1302, 1311)
- Niccolò Albertini, O.P. (1250 ca. - 1321) (1303, 1313)
- Bérenger de Frédol il Vecchio (1250 - 1323) (1305, 1321)
- Bérenger de Frédol il Giovane (? - novembre 1323) (1312, giugno 1323)
- Guillaume Pierre Godin O.P. (1260 - 1336) (1312, 1323)
- Pierre des Prés (o Després) (1288 - 1361) (1320, 1336)
- Andouin Aubert (? - 1363) (1353, 1361)
- Hélie de Talleyrand-Périgord (1301-1364) (1331, 1361)
- Guy de Boulogne (1313 - 1373) (1342, 1364)
- Angelico de Grimoard (1315 / 1320 - 1388) (1366, 1373 deposto da papa Urbano VI nel 1378, in quanto sospetto di obbedienza avignonese, fino al 1388)

### Scisma d'Occidente
Con lo Scisma d'Occidente il Collegio cardinalizio si divise e alcuni cardinali seguirono gli antipapi formando così collegi diversi.
Obbedienza a Roma (1378-1415):
- Tommaso da Frignano, O.F.M. (1305-1381) (1378, 1378)
- Francesco Moricotti Prignano (? - 1394) (1378, 1381)
- Filippo d'Alençon (1339 circa - 1397) (1378, 1394)
- Pileo da Prata (1330-1400) (1378, 1397)[8]
- Angelo Acciaioli (1340 - 1408) (1384, 1405)
- Enrico Minutolo (? - 1412) (1389, dal 1408 fino al 1409)
- Antonio Correr, C.R.S.G.A. (1359 - 1445) (1408, dal 1409 al 1415)

Obbedienza avignonese (1378-1429):
- Anglico de Grimoard (fino al 1388)
- Pietro Corsini (1335-1405) (1370, 1388)
- Guy de Malesec (? - 1412) (1375, 1405 deposto nel 1409, mantenne la carica nell'obbedienza pisana)
- Jean Flandrin (dopo il 1301-1415) (1390, 1405)
- Julián Lobera y Valtierra (? - 1435) (1423, dal 1423 al 1429)

Obbedienza pisana (1409-1415):
- Guy de Malesec (fino al 1411)
- Jean Allarmet de Brogny (1342 - 1426) (1385, 1411)

### Dopo il Concilio di Costanza
Con il Concilio di Costanza (1414-1418), riconosciuto come "ecumenico" dalla Chiesa cattolica, convocato a Costanza su richiesta dell'imperatore Sigismondo per porre fine allo Scisma d'Occidente, si ebbero le dimissioni di papa Gregorio XII e la deposizione degli altri due contendenti. Il Collegio dei cardinali quindi si ricompose in un'unica entità.
Ogni nome è seguito dagli anni di nascita e morte; poi segue l'anno di creazione come cardinale.
- 1415-1417: Angelo Correr (ca. 1330 - 1417) (1415)[9]
- 1417-1426: Jean Allarmet de Brogny (1342 - 1426) (1385)
- 1426-1428: Angelo d'Anna de Sommariva O.S.B.Cam. (? - 1428) (1384)
- 1428-1438: Giordano Orsini (? - 1438) (1405)
- 1438-1445: Antonio Correr (1359 - 1445) (1408)
- 1445-1449: Giovanni Berardi di Tagliacozzo (1380 - 1449) (1439) [10]
- 1449-1451: Amedeo di Savoia (1383 - 1451) (1449), già antipapa Felice V
- 1451-1453: Francesco Condulmer (1390 - 1453) (1431, attribuzione della carica incerta)
- 1453-1461: Giorgio Fieschi (? - 1461) (1439)
- 1461-1462: Isidoro di Kiev (1380/90 - 1463) (1439)
- 1462-1483: Guillaume d'Estouteville (1403 - 1483) (1439)
- 1483-1492: Rodrigo Borgia (1430/1432 - 1503) (1456), eletto papa con il nome di Alessandro VI nel 1492
- 1492-1511: Oliviero Carafa (1430 - 1511) (1467)
- 1511-1521: Raffaele Sansoni Riario (1460 - 1521) (1477)
- 1521-1523: Bernardino López de Carvajal (1456 - 1523) (1493)
- 1523-1524: Francesco Soderini (1453 - 1524) (1503)
- 1524-1534: Alessandro Farnese (1468 - 1549) (1493), eletto papa con il nome di Paolo III nel 1534
- 1535-1537: Giovanni Piccolomini (1475 - 1537) (1517)
- 1537-1553: Giovanni Domenico De Cupis (1493 - 1553) (1517)
- 1553-1555: Gian Piero Carafa, (1476 - 1559), (1536), eletto papa con il nome di Paolo IV nel 1555
- 1555-1560: Jean du Bellay (1492 - 1560) (1535)
- 1560-1562: François de Tournon (1489 - 1562) (1530)
- 1562-1564: Rodolfo Pio de Carpi (1500 - 1564) (1536)
- 1564-1570: Francesco Pisani (1494 - 1570) (1517)
- 1570-1580: Giovanni Girolamo Morone (1509 - 1580) (1542)
- 1580-1589: Alessandro Farnese il giovane (1520 - 1589) (1534)
- 1589-1591: Giovanni Antonio Serbelloni (1519 - 1591) (1560)
- 1591-1603: Alfonso Gesualdo (1540 - 1603) (1561)
- 1603-1607: Tolomeo Gallio (1526 - 1607) (1565)
- 1607-1611: Domenico Pinelli (1541 - 1611) (1585)
- 1611-1615: François de Joyeuse (1562 - 1615) (1583)
- 1615-1620: Antonio Maria Galli (1553 - 1620) (1586)
- 1620-1623: Antonio Maria Sauli (1541 - 1623) (1587)
- 1623-1626: Francesco Maria Bourbon del Monte (1549 - 1626) (1588)
- 1626-1629: Ottavio Bandini (1558 - 1629) (1596)
- 1629-1630: Giovanni Battista Deti (1576 - 1630) (1599)
- 1630-1639: Domenico Ginnasi (1550 - 1639) (1604)
- 1639-1641: Carlo Emmanuele Pio di Savoia senior (1585 - 1641) (1604)
- 1641-1652: Marcello Lante (1561 - 1652) (1606)
- 1652: Giulio Roma (1584 - 1652) (1621) durò in carica meno di 5 mesi
- 1652-1666: Carlo de' Medici (1595 - 1666) (1615)
- 1666-1679: Francesco Barberini senior (1597 - 1679) (1623)
- 1680-1683: Cesare Facchinetti (1608 - 1683) (1643)
- 1683-1687: Niccolò Albergati-Ludovisi (1608 - 1687) (1645)
- 1687-1700: Alderano Cybo-Malaspina (1613 - 1700) (1645)
- 1700-1715: Emmanuel Théodose de la Tour d'Auvergne (1643 - 1715) (1669)
- 1715-1719: Niccolò Acciaiuoli (1630 - 1719) (1669)
- 1719-1721: Fulvio Astalli (1655 - 1721) (1686)
- 1721-1724: Sebastiano Antonio Tanara (1650 - 1724) (1695)
- 1724-1725: Francesco del Giudice (1647 - 1725) (1690)
- 1725-1726: Fabrizio Paolucci (1651 - 1726) (1697)
- 1726-1738: Francesco Barberini junior (1662 - 1738) (1690)
- 1738-1740: Pietro Ottoboni (1667 - 1740) (1689)
- 1740-1753: Tommaso Ruffo (1663 - 1753) (1706)
- 1753-1755: Pietro Luigi Carafa (1677 - 1755) (1728)
- 1756-1761: Raniero d'Elci (1670 - 1761) (1737)
- 1761-1763: Giuseppe Spinelli (1694 - 1763) (1735)
- 1763-1774: Carlo Alberto Guidobono Cavalchini (1683 - 1774) (1743)
- 1774-1775: Fabrizio Serbelloni (1695 - 1775) (1753)
- 1775-1803: Giovanni Francesco Albani (1720 - 1803) (1747) decanato più lungo
- 1803-1807: Henry Benedict Maria Clement Stuart (1725 - 1807) (1747) cardinalato totale più lungo
- 1807-1811: Leonardo Antonelli (1730 - 1811) (1775)
- 1811-1814: Carica vacante (a causa dell'esilio imposto da Napoleone)
- 1814-1820: Alessandro Mattei (1744 - 1820) (1779)
- 1820-1830: Giulio Maria della Somaglia (1744 - 1830) (1795)
- 1830-1844: Bartolomeo Pacca (1756 - 1844) (1801)
- 1844-1847: Lodovico Micara (1775 - 1847) (1824)
- 1847-1860: Vincenzo Macchi (1770 - 1860) (1826)
- 1860-1870: Mario Mattei (1792 - 1870) (1832)
- 1870-1876: Costantino Patrizi Naro (1798 - 1876) (1834)
- 1877-1878: Luigi Amat di San Filippo e Sorso (1796 - 1878) (1837)
- 1878-1884: Camillo Di Pietro (1806 - 1884) (1853)
- 1884-1889: Carlo Sacconi (1808 - 1889) (1861)
- 1889-1896: Raffaele Monaco La Valletta (1827 - 1896) (1868)
- 1896-1913: Luigi Oreglia di Santo Stefano (1828 - 1913) (1873)
- 1913-1915: Serafino Vannutelli (1834 - 1915) (1887)
- 1915-1930: Vincenzo Vannutelli (1836 - 1930) (1889)
- 1930-1948: Gennaro Granito Pignatelli di Belmonte (1851 - 1948) (1911)
- 1948-1951: Francesco Marchetti Selvaggiani (1871 - 1951) (1930)
- 1951-1972: Eugène Tisserant (1884 - 1972) (1936)
- 1972-1973: Amleto Giovanni Cicognani (1883 - 1973) (1958)
- 1974-1977: Luigi Traglia (1895 - 1977) (1960)
- 1977-1986: Carlo Confalonieri (1893 - 1986) (1958)
- 1986-1993: Agnelo Rossi (1913 - 1995) (1965), dimesso
- 1993-2002: Bernardin Gantin (1922 - 2008) (1977), dimesso
- 2002-2005: Joseph Ratzinger (1927 - 2022) (1977), eletto papa con il nome di Benedetto XVI nel 2005
- 2005-2019: Angelo Sodano (1927 - 2022) (1991), dimesso
- Dal 2020: Giovanni Battista Re (1934 -) (2001)

## Sottodecani
- Raffaele Riario (22 settembre 1508 - 20 gennaio 1511 confermato decano)
- Francesco Soderini (9 dicembre 1523 - 18 dicembre 1523 confermato decano)
- Niccolò Fieschi (18 dicembre 1523 - 20 maggio 1524 confermato decano)
- Alessandro Farnese (20 maggio 1524 - 15 giugno 1524 confermato decano)
- Antonio Maria Ciocchi del Monte (15 giugno 1524 - 20 settembre 1533 deceduto)
- Giovanni Piccolomini (26 settembre 1533 - 26 febbraio 1535 confermato decano)
- Giovanni Domenico De Cupis (26 febbraio 1535 - 28 novembre 1537 confermato decano)
- Bonifacio Ferrero (28 novembre 1537 - 2 gennaio 1543 deceduto)
- Antonio Sanseverino, O.B.E. (8 gennaio 1543 - 17 agosto 1543 deceduto)
- Marino Grimani (24 settembre 1543 - 28 settembre 1546 deceduto)
- Giovanni Salviati (8 ottobre 1546 - 28 ottobre 1553 deceduto)
- Gian Pietro Carafa (29 novembre 1553 - 11 dicembre 1553 confermato decano)
- Jean du Bellay (11 dicembre 1553 - 29 maggio 1555 confermato decano)
- Rodolfo Pio (29 maggio 1555 - 18 maggio 1562 confermato decano)
- Francesco Pisani (18 maggio 1562 - 12 maggio 1564 confermato decano)
- Federico Cesi (12 maggio 1564 - 28 gennaio 1565 deceduto)
- Giovanni Girolamo Morone (7 febbraio 1565 - 3 luglio 1570 confermato decano)
- Cristoforo Madruzzo (3 luglio 1570 - 5 luglio 1578 deceduto)
- Alessandro Farnese (9 luglio 1578 - 5 dicembre 1580 confermato decano)
- Fulvio Giulio della Corgna, O.B.E. (5 dicembre 1580 - 2 marzo 1583 deceduto)
- Giacomo Savelli (9 marzo 1583 - 5 dicembre 1587 deceduto)
- Giovanni Antonio Serbelloni (11 dicembre 1587 - 2 marzo 1589 confermato decano)
- Alfonso Gesualdo (2 marzo 1589 - 20 marzo 1591 confermato decano)
- Innico d'Avalos d'Aragona, O.S.Iacobi (20 marzo 1591 - 20 febbraio 1600 deceduto)
- Tolomeo Gallio (21 febbraio 1600 - 19 febbraio 1603 confermato decano)
- Girolamo Rusticucci (19 febbraio 1603 - 14 giugno 1603 deceduto)
- Girolamo Simoncelli (16 giugno 1603 - 24 febbraio 1605 deceduto)
- Domenico Pinelli (1º giugno 1605 - 7 febbraio 1607 confermato decano)
- Girolamo Bernerio, O.P. (7 febbraio 1607 - 5 agosto 1611 deceduto)
- Antonio Maria Galli (17 agosto 1611 - 16 settembre 1615 confermato decano)
- Antonio Maria Sauli (16 settembre 1615 - 6 aprile 1620 confermato decano)
- Giovanni Evangelista Pallotta (6 aprile 1620 - 22 agosto 1620 deceduto)
- Benedetto Giustiniani (31 agosto 1620 - 27 marzo 1621 deceduto)
- Francesco Maria Bourbon del Monte Santa Maria (29 marzo 1621 - 27 settembre 1623 confermato decano)
- Francesco Sforza (27 settembre 1623 - 9 settembre 1624 deceduto)
- Ottavio Bandini (16 settembre 1624 - 7 settembre 1626 confermato decano)
- Giovanni Battista Deti (9 settembre 1626 - 20 agosto 1629 confermato decano)
- Domenico Ginnasi (20 agosto 1629 - 15 luglio 1630 confermato decano)
- Carlo Emmanuele Pio di Savoia (15 luglio 1630 - 28 marzo 1639 confermato decano)
- Marcello Lante (28 marzo 1639 - 1º luglio 1641 confermato decano)
- Pier Paolo Crescenzi (1º luglio 1641 - 19 febbraio 1645 deceduto)
- Francesco Cennini de' Salamandri (6 marzo 1645 - 2 ottobre 1645 deceduto)
- Giulio Roma (23 ottobre 1645 - 29 aprile 1652 confermato decano)
- Carlo de' Medici (29 aprile 1652 - 23 settembre 1652 confermato decano)
- Francesco Barberini (23 settembre 1652 - 11 ottobre 1666 confermato decano)
- Marzio Ginetti (11 ottobre 1666 - 1º marzo 1671 deceduto)
- Francesco Maria Brancaccio (18 marzo 1671 - 9 gennaio 1675 deceduto)
- Ulderico Carpegna (28 gennaio 1675 - 24 gennaio 1679 deceduto)
- Cesare Facchinetti (6 febbraio 1679 - 8 gennaio 1680 confermato decano)
- Carlo Rossetti (8 gennaio 1680 - 23 novembre 1681 deceduto)
- Niccolò Albergati Ludovisi (1º dicembre 1681 - 15 febbraio 1683 confermato decano)
- Alderano Cibo (15 febbraio 1683 - 10 novembre 1687 confermato decano)
- Pietro Vito Ottoboni (10 novembre 1687 - 6 ottobre 1689 eletto papa)
- Giacomo Franzoni (10 novembre 1687 - 19 dicembre 1697 deceduto)
- Flavio Chigi (19 ottobre 1689 - 13 settembre 1693 deceduto)
- Paluzzo Paluzzi Altieri degli Albertoni (27 gennaio 1698 - 29 giugno 1698 deceduto)
- Emmanuel Théodose de La Tour d'Auvergne (21 luglio 1698 - 15 dicembre 1700 confermato decano)
- Niccolò Acciaiuoli (5 dicembre 1700 - 18 marzo 1715 confermato decano)
- Vincenzo Maria Orsini, O.P. (18 marzo 1715 - 29 maggio 1724 eletto papa)
- Fabrizio Paolucci (12 giugno 1724 - 19 novembre 1725 confermato decano)
- Francesco Pignatelli, C.R. (19 novembre 1725 - 5 dicembre 1734 deceduto)
- Pietro Ottoboni (15 dicembre 1734 - 3 settembre 1738 confermato decano)
- Tommaso Ruffo (3 settembre 1738 - 29 agosto 1740 confermato decano)
- Annibale Albani (9 settembre 1743 - 21 ottobre 1751 deceduto)
- Pier Luigi Carafa (1751 - 9 aprile 1753 confermato decano)
- Giovanni Antonio Guadagni, O.C.D. (1756 - 15 gennaio 1759 deceduto)
- Giuseppe Spinelli (1759 - 13 luglio 1761 confermato decano)
- Francesco Scipione Maria Borghese (12 febbraio 1759 - 21 giugno 1759 deceduto)
- Camillo Paolucci (13 luglio 1761 - 11 giugno 1763 deceduto)
- Federico Marcello Lante Montefeltro della Rovere (18 luglio 1763 - 3 marzo 1773 deceduto)
- Gian Francesco Albani (15 marzo 1773 - 29 gennaio 1776 dimesso)
- Carlo Rezzonico (29 gennaio 1776 - 26 gennaio 1799 deceduto)
- Leonardo Antonelli (2 aprile 1800 - 3 agosto 1807 confermato decano)
- Luigi Valenti Gonzaga (3 agosto 1807 - 29 dicembre 1808 deceduto)
- Giuseppe Maria Doria Pamphilj (26 settembre 1814 - 10 febbraio 1816 deceduto)
- Giulio Maria Della Somaglia (21 dicembre 1818 - 29 maggio 1820 confermato decano)
- Michele Di Pietro (29 maggio 1820 - 2 luglio 1821 deceduto)
- Bartolomeo Pacca (13 agosto 1821 - 5 luglio 1830 confermato decano)
- Pietro Francesco Galleffi (luglio 1830 - 18 giugno 1837 deceduto)
- Emmanuele De Gregorio (2 ottobre 1837 - 7 novembre 1839 deceduto)
- Giovanni Francesco Falzacappa (22 novembre 1839 - 18 novembre 1840 deceduto)
- Carlo Maria Pedicini (14 dicembre 1840 - 19 novembre 1843 deceduto)
- Ludovico Micara, O.F.M.Cap. (19 novembre 1843 - 22 gennaio 1844 confermato decano)
- Vincenzo Macchi (22 gennaio 1844 - 11 giugno 1847 confermato decano)
- Luigi Lambruschini, B. (11 luglio 1847 - 12 maggio 1854 deceduto)
- Costantino Patrizi Naro (17 dicembre 1860 - 17 dicembre 1876 deceduto)
- Camillo Di Pietro (12 marzo 1877 - 15 luglio 1878 confermato decano)
- Jean-Baptiste-François Pitra, O.S.B. (24 marzo 1884 - 9 febbraio 1889 deceduto)
- Luigi Oreglia di Santo Stefano (24 maggio 1889 - 30 novembre 1896 confermato decano)
- Gaetano De Lai (23 marzo 1919 - 24 ottobre 1928 deceduto)
- Gennaro Granito Pignatelli di Belmonte (25 febbraio 1929 - 9 luglio 1930 confermato decano)
- Basilio Pompilj (luglio 1930 - 5 maggio 1931 deceduto)
- Michele Lega (5 maggio 1931 - 16 dicembre 1935 deceduto)
- Donato Raffaele Sbarretti Tazza (16 dicembre 1935 - 1º aprile 1939 deceduto)
- Enrico Gasparri (26 febbraio 1942 - 20 maggio 1946 deceduto)
- Eugène Tisserant (21 febbraio 1948 - 13 gennaio 1951 confermato decano)
- Clemente Micara (13 gennaio 1951 - 11 marzo 1965 deceduto)
- Giuseppe Pizzardo (29 marzo 1965 - 1º agosto 1970 deceduto)
- Luigi Traglia (24 marzo 1972 - 7 gennaio 1974 confermato decano)
- Carlo Confalonieri (7 gennaio 1974 - 12 dicembre 1977 confermato decano)
- Paolo Marella (12 dicembre 1977 - 15 ottobre 1984 deceduto)
- Sebastiano Baggio (15 aprile 1986 - 21 marzo 1993 deceduto)
- Agostino Casaroli (5 giugno 1993 - 9 giugno 1998 deceduto)
- Joseph Ratzinger (6 novembre 1998 - 30 novembre 2002 confermato decano)
- Angelo Sodano (30 novembre 2002 - 30 aprile 2005 confermato decano)
- Roger Etchegaray (30 aprile 2005 - 10 giugno 2017 dispensato)
- Giovanni Battista Re (10 giugno 2017 - 18 gennaio 2020 confermato decano)
- Leonardo Sandri, dal 24 gennaio 2020